# Radio UNDAV
Radio UNDAV es una radio emisora argentina. Es la radio de la Universidad Nacional de Avellaneda.

## Historia
Transmite desde el 7 de mayo de 2012 a través de la FM 90.3 y por internet.
Mientras se encuentra a la espera de la Resolución definitiva de la A.F.S.C.A., la emisora de Modulación de Frecuencia de la Universidad Nacional de Avellaneda, trasmite en baja potencia desde sus instalaciones ubicadas en la sede de España 350 de la UNDAV en carácter de prueba desde el mes de agosto de 2011 y con continuidad y contenidos desde el 7 de mayo de 2012, en la frecuencia 90,3 y desde el web site de la Universidad.
En el mes de abril de 2012 concluyeron las tareas de instalación del control de aire, planta transmisora y estudio y el enlace emisora-internet y se ha elaborado una plan de acción para la puesta en el aire de los contenidos radiales para el formato FM “en el aire” y Radio por Internet.
En el marco del desarrollo de la actividad de las emisoras Universitarias, previsto por la LSCA N° 26.522, Radio UNDAV tiende a desarrollar su programación apelando a contenidos elaborados por los responsables de las actividades académicas, de investigación y extensión, a los que se agregan espacios cedidos a los sindicatos que representan a docentes y trabajadores, alumnos, graduados y a todas las áreas que integran la UNDAV.
Esta emisora forma parte de la Asociación de Radios de Universidades Nacionales Argentinas (ARUNA).
- Datos: Q16624018